# Lista över Sveriges läns högsta punkter
Det här är en lista över Sveriges läns högsta punkter:
| Län                  | Högsta punkt            | Höjd | Koordinater                                         | Ref                                                                        |
| -------------------- | ----------------------- | ---- | --------------------------------------------------- | -------------------------------------------------------------------------- |
| Blekinge län         | Rävabacken              | 190  | 56°26′29″N 14°31′35″Ö / 56.44139°N 14.52639°Ö       |                                                                            |
| Dalarnas län         | Storvätteshågna         | 1204 | 62°7′15″N 12°27′6″Ö / 62.12083°N 12.45167°Ö         |                                                                            |
| Gotlands län         | Lojsta hed              | 82   | 57°19′56″N 18°20′13″Ö / 57.33222°N 18.33694°Ö       |                                                                            |
| Gävleborgs län       | Stora Korpimäki         | 711  | 61°38′15″N 14°37′33″Ö / 61.63750°N 14.62583°Ö       |                                                                            |
| Hallands län         | Ölmesberg               | 238  | 57°1′57″N 13°35′7″Ö / 57.03250°N 13.58528°Ö         | [ 1 ]                                                                      |
| Jämtlands län        | Helags                  | 1796 | 62°54′16″N 12°27′9″Ö / 62.90444°N 12.45250°Ö        |                                                                            |
| Jönköpings län       | Tomtabacken             | 377  | 57°30′1″N 14°28′15″Ö / 57.50028°N 14.47083°Ö        |                                                                            |
| Kalmar län           | Grönsved                | 292  | 57°44′5″N 15°30′46″Ö / 57.73472°N 15.51278°Ö        |                                                                            |
| Kronobergs län       | Stora Äskås             | 315  | 57°09′59.4″N 15°03′40.4″Ö / 57.166500°N 15.061222°Ö | https://minkarta.lantmateriet.se/?e=503702.1800899509&n=6335923.1052963035 |
| Norrbottens län      | Kebnekaise (nordtoppen) | 2097 | 67°54′16″N 18°31′37″Ö / 67.90444°N 18.52694°Ö       |                                                                            |
| Skåne län            | Söderåsen (Magleröd)    | 212  | 56°3′55″N 13°8′20″Ö / 56.06528°N 13.13889°Ö         |                                                                            |
| Stockholms län       | Tornberget              | 111  | 59°8′3″N 18°0′58″Ö / 59.13417°N 18.01611°Ö          |                                                                            |
| Södermanlands län    | Skogsbyås               | 124  | 58°47′30″N 16°19′31″Ö / 58.79167°N 16.32528°Ö       |                                                                            |
| Uppsala län          | Tallmossen              | 118  | 59°58′16″N 17°5′18″Ö / 59.97111°N 17.08833°Ö        |                                                                            |
| Värmlands län        | Granberget              | 701  | 60°53′51″N 12°44′31″Ö / 60.89750°N 12.74194°Ö       |                                                                            |
| Västerbottens län    | Norra Sytertoppen       | 1768 | 65°53′32″N 15°16′10″Ö / 65.89222°N 15.26944°Ö       |                                                                            |
| Västernorrlands län  | Solbergsliden           | 594  | 63°48′23″N 17°38′11″Ö / 63.80639°N 17.63639°Ö       |                                                                            |
| Västmanlands län     | Timmeråsarna            | 331  | 59°52′59″N 15°27′36″Ö / 59.88306°N 15.46000°Ö       |                                                                            |
| Västra Götalands län | Galtåsen                | 362  | 57°47′3″N 13°33′1″Ö / 57.78417°N 13.55028°Ö         |                                                                            |
| Örebro län           | Eskilsberget            | 446  | 60°01′32.7″N 14°26′13.8″Ö / 60.025750°N 14.437167°Ö | http://sverigestak.org/lan/T.shtml                                         |
| Östergötlands län    | Stenabohöjden           | 328  | 57°46′6″N 15°14′31″Ö / 57.76833°N 15.24194°Ö        |                                                                            |